# Grand Prix-wegrace van Oostenrijk 1988
De Grand Prix-wegrace van Oostenrijk 1988 was de zevende Grand Prix van het wereldkampioenschap wegrace-seizoen 1988. De races werden verreden op 12 juni 1988 op de Salzburgring nabij Salzburg.

## Algemeen
Er was nogal wat kritiek geweest op de organisatie van de Grand Prix van Oostenrijk, die de 80cc-klasse steeds op zaterdag plande, waardoor de Grand Prix twee dagen bestreek, maar de 80cc-rijders het vrijwel zonder publiek moesten doen. Nu had men slechts één dag nodig, door de 80cc-klasse van het programma te schrappen. Jacques Cornu scoorde na elf jaar in het wereldkampioenschap zijn eerste overwinning. Carlos Cardús was terug na een blessure en dat betekende dat Alberto Puig zijn motor weer moest inleveren. Opmerkelijker was de terugkeer van Loris Reggiani, die een zware heupblessure had en bepaald niet fit was. Hij moest op zijn Aprilia getild worden. 

## 500cc-klasse

### De training
HRC had zich na de tegenvallende resultaten veel voorgesteld van de Oostenrijkse Grand Prix. Hier vond men het circuit waar de Honda NSR 500 van Wayne Gardner zijn snelheid kon inzetten en zijn gebrekkige stuurkwaliteiten kon camoufleren. Men was zelfs voor extra tests naar Donington Park geweest. In de trainingen lukte dat nog niet, want Christian Sarron was de snelste, gevolgd door Eddie Lawson. De snelste Honda-man was Niall Mackenzie en ook Kevin Schwantz stond met zijn Suzuki nog voor Gardner. Gardner had wel een goed excuus voor zijn matige tijd: Alleen in de laatste training was het droog, maar hij kon slechts één ronde rijden omdat zijn machine in de tweede ronde vastliep.

#### Trainingstijden
| Pos | Coureur             | Merk                        | Tijd    |
| --- | ------------------- | --------------------------- | ------- |
| 1.  | Christian Sarron    | Gauloises-Sonauto-Yamaha    | 1"20'18 |
| 2.  | Eddie Lawson        | Agostini-Marlboro-Yamaha    | 1"20'37 |
| 3.  | Niall Mackenzie     | Gallina-HB-HRC-Honda        | 1"20'71 |
| 4.  | Kevin Schwantz      | Pepsi-Suzuki                | 1"20'97 |
| 5.  | Wayne Gardner       | Rothmans-HRC-Honda          | 1"21'04 |
| 6.  | Didier de Radiguès  | Agostini-Marlboro-Yamaha    | 1"21'15 |
| 7.  | Pierfrancesco Chili | Gallina-HB-HRC-Honda        | 1"21'33 |
| 8.  | Wayne Rainey        | Roberts-Lucky Strike-Yamaha | 1"21'54 |
| 9.  | Shunji Yatsushiro   | Rothmans-HRC-Honda          | 1"21'63 |
| 10. | Rob McElnea         | Pepsi-Suzuki                | 1"21'93 |

### De race
Voor snelste trainer Christian Sarron was de race al in de eerste ronde voorbij omdat hij ten val kwam. Er vormde zich meteen een kleine kopgroep met snelste starter Wayne Gardner, Eddie Lawson, Didier de Radiguès en Wayne Rainey. Al snel scheidden Gardner en Lawson zich af, hoewel De Radiguès nog even dichtbij wist te komen maar scheen te begrijpen dat hij zijn kopman Lawson niet in de wielen moest rijden. Het duel tussen Gardner en Lawson was spannend: Gardner het snelst op de rechte stukken en Lawson het best in de bochten, waarbij tegen het einde de achterblijvers ook nog wat spanning toevoegden. In de vijftiende ronde viel Gardner echter ook, waarschijnlijk door een vastloper. 

#### Uitslag 500cc-klasse
| Pos | Coureur              | Merk                        | Tijd      | Grid | Punten |
| --- | -------------------- | --------------------------- | --------- | ---- | ------ |
| 1   | Eddie Lawson         | Agostini-Marlboro-Yamaha    | 39"40'63  | 2    | 20     |
| 2   | Didier de Radiguès   | Agostini-Marlboro-Yamaha    | 39"46'42  | 6    | 17     |
| 3   | Wayne Rainey         | Roberts-Lucky Strike-Yamaha | 39"53'18  | 8    | 15     |
| 4   | Kevin Schwantz       | Pepsi-Suzuki                | 39"54'22  | 4    | 13     |
| 5   | Pierfrancesco Chili  | Gallina-HB-HRC-Honda        | 39"59'94  | 7    | 11     |
| 6   | Kevin Magee          | Roberts-Lucky Strike-Yamaha | 40"02'70  | 11   | 10     |
| 7   | Shunji Yatsushiro    | Rothmans-HRC-Honda          | 40"07'46  | 9    | 9      |
| 8   | Ron Haslam           | ELF-HRC-Honda               | 40"40'08  | 12   | 8      |
| 9   | Rob McElnea          | Pepsi-Suzuki                | 40"41'00  | 10   | 7      |
| 10  | Patrick Igoa         | Gauloises-Sonauto-Yamaha    | 40"48'29  | 13   | 6      |
| 11  | Gustav Reiner        | Hein Gericke-Honda          | +1 ronde  | 18   | 5      |
| 12  | Bruno Kneubühler     | Honda                       | +1 ronde  | 20   | 4      |
| 13  | Fabio Biliotti       | Honda                       | +1 ronde  | 19   | 3      |
| 14  | Massimo Broccoli     | Cagiva                      | +1 ronde  | 15   | 2      |
| 15  | Manfred Fischer      | Hein Gericke-Honda          | +1 ronde  | 21   | 1      |
| 16  | Andreas Leuthe       | Suzuki                      | +1 ronde  | 23   |        |
| 17  | Franz Holzmeier      | Honda                       | +1 ronde  | 26   |        |
| 18  | Josef Doppler        | Honda                       | +1 ronde  | 29   |        |
| 19  | Nicholas Schmassmann | Honda                       | +1 ronde  | 25   |        |
| 20  | Georg Robert Jung    | Honda                       | +1 ronde  | 24   |        |
| 21  | Helmut Schütz        | Honda                       | +2 ronden | 27   |        |

#### Niet gefinished
| Coureur           | Merk                     | Oorzaak | Grid |
| ----------------- | ------------------------ | ------- | ---- |
| Moreno Vacondio   | Suzuki                   |         | 32   |
| Christoph Bürki   | Honda                    |         | 31   |
| Randy Mamola      | Cagiva                   | Opgave  | 14   |
| Daniel Amatriaín  | Honda                    |         | 30   |
| Alessandro Valesi | Honda                    |         | 17   |
| Wayne Gardner     | Rothmans-HRC-Honda       | Val     | 5    |
| Niall Mackenzie   | Gallina-HB-HRC-Honda     | Val     | 3    |
| Christian Sarron  | Gauloises-Sonauto-Yamaha | Val     | 1    |
| Marco Papa        | Honda                    |         | 16   |
| Marco Gentile     | Fior-Marlboro-Honda      |         | 22   |

#### Niet gestart
| Coureur     | Merk  | Oorzaak | Grid |
| ----------- | ----- | ------- | ---- |
| Silvo Habat | Honda |         | 28   |

#### Niet deelgenomen
| Coureur         | Merk                   | Oorzaak  |
| --------------- | ---------------------- | -------- |
| Tadahiko Taira  | Tech 21-Yamaha         | Blessure |
| Raymond Roche   | Cagiva                 | Blessure |
| Mike Baldwin    | Katayama-ELF-Honda     |          |
| Fabio Barchitta | Katayama-ELF-HRC-Honda |          |

### Top tien tussenstand 500cc-klasse
| Pos | Coureur             | Merk                        | Ptn |
| --- | ------------------- | --------------------------- | --- |
| 1   | Eddie Lawson        | Agostini-Marlboro-Yamaha    | 125 |
| 2   | Wayne Rainey        | Roberts-Lucky Strike-Yamaha | 97  |
| 3   | Wayne Gardner       | Rothmans-HRC-Honda          | 85  |
| 4   | Kevin Schwantz      | Pepsi-Suzuki                | 77  |
| 5   | Kevin Magee         | Roberts-Lucky Strike-Yamaha | 76  |
| 6   | Niall Mackenzie     | Gallina-HB-HRC-Honda        | 60  |
| 7   | Christian Sarron    | Gauloises-Sonauto-Yamaha    | 59  |
| 7   | Didier de Radiguès  | Agostini-Marlboro-Yamaha    | 59  |
| 9   | Pierfrancesco Chili | Gallina-HB-HRC-Honda        | 42  |
| 10  | Shunji Yatsushiro   | Rothmans-HRC-Honda          | 36  |

## 250cc-klasse

### De training
In tegenstelling tot de 500cc-klasse werd de kwalificatie van de 250cc-klasse wel door topsnelheid beslist. Dat vertelde Jacques Cornu tenminste. Hij was de snelste omdat zijn Parisienne-HRC-Honda de hoogste topsnelheid had. Toch lagen de tijden dicht bij elkaar: de eerste zeventien stonden binnen anderhalve seconde. 

#### Trainingstijden
| Pos | Coureur          | Merk                     | Tijd    |
| --- | ---------------- | ------------------------ | ------- |
| 1.  | Jacques Cornu    | Parisienne-HRC-Honda     | 1"25'19 |
| 2.  | Reinhold Roth    | HB-HRC-Honda             | 1"25'23 |
| 3.  | Dominique Sarron | Rothmans-HRC-Honda       | 1"25'26 |
| 4.  | Luca Cadalora    | Agostini-Marlboro-Yamaha | 1"25'29 |
| 5.  | Sito Pons        | Campsa-HRC-Honda         | 1"25'55 |
| 6.  | Juan Garriga     | Nieto-Ducados-Yamaha     | 1"25'85 |
| 7.  | Toni Mang        | Rothmans-HRC-Honda       | 1"25'96 |
| 8.  | Carlos Lavado    | HB-Venemotos-Yamaha      | 1"26'02 |
| 9.  | Iván Palazzese   | Yamaha                   | 1"26'03 |
| 10. | Manfred Herweh   | Levior-Yamaha            | 1"26'05 |

### De race
Jacques Cornu liet er geen gras over groeien en nam na de start meteen enkele tientallen meters voorsprong op Reinhold Roth, Juan Garriga en Dominique Sarron. Zes ronden voor het einde veranderde de situatie pas, toen Roth de leiding nam en Cornu achter Garriga op de derde plaats terecht kwam. Later bleek dat Cornu dit opzettelijk had gedaan: zo kon hij zijn banden sparen om op het einde toe te slaan. Dat deed hij door gebruik te maken van de dubbele windschaduw van Roth en Garriga. Zijn snelheid werd zo hoog dat hij meteen een groot gat met Roth sloeg. Toen die ook nog werd aangevallen door Garriga verloor hij meer snelheid en werd Cornu onbereikbaar. Jacques Cornu haalde zo de eerste overwinning van zijn carrière en was de zevende winnaar in zeven Grands Prix in 1988.

#### Uitslag 250cc-klasse
| Pos | Coureur              | Merk                     | Tijd     | Grid | Punten |
| --- | -------------------- | ------------------------ | -------- | ---- | ------ |
| 1   | Jacques Cornu        | Parisienne-HRC-Honda     | 31"29'23 | 1    | 20     |
| 2   | Reinhold Roth        | HB-HRC-Honda             | 31"29'85 | 2    | 17     |
| 3   | Juan Garriga         | Nieto-Ducados-Yamaha     | 31"30'21 | 6    | 15     |
| 4   | Dominique Sarron     | Rothmans-HRC-Honda       | 31"30'50 | 3    | 13     |
| 5   | Sito Pons            | Campsa-HRC-Honda         | 31"39'29 | 5    | 11     |
| 6   | Masahiro Shimizu     | Terra-HRC-Honda          | 31"39'54 | 11   | 10     |
| 7   | Luca Cadalora        | Agostini-Marlboro-Yamaha | 31"57'89 | 4    | 9      |
| 8   | Manfred Herweh       | Levior-Yamaha            | 31"58'17 | 10   | 8      |
| 9   | Iván Palazzese       | Yamaha                   | 31"58'50 | 9    | 7      |
| 10  | Toni Mang            | Rothmans-HRC-Honda       | 32"04'25 | 7    | 6      |
| 11  | Engelbert Neumair    | Aprilia-Rotax            | 32"14'50 | 14   | 5      |
| 12  | Martin Wimmer        | Fath-Hein Gericke-Yamaha | 32"14'92 | 18   | 4      |
| 13  | Jean-Philippe Ruggia | Gauloises-Sonauto-Yamaha | 32"15'11 | 15   | 3      |
| 14  | Harald Eckl          | Römer-Aprilia-Rotax      | 32"15'37 | 16   | 2      |
| 15  | Maurizio Vitali      | Gazzaniga-Rotax          | 32"15'57 | 30   | 1      |
| 16  | Donnie McLeod        | 7Up-EMC-Rotax            | 32"16'19 | 25   |        |
| 17  | Guy Bertin           | Yamaha                   | 32"16'49 | 21   |        |
| 18  | August Auinger       | Aprilia-Rotax            | 32"16'98 | 17   |        |
| 19  | Stefan Klabacher     | Aprilia-Rotax            | 32"33'36 | 34   |        |
| 20  | Hans Becker          | Yamaha                   | 32"33'69 | 19   |        |
| 21  | Helmut Bradl         | Honda                    | 32"33'98 | 24   |        |
| 22  | Stefano Caracchi     | Honda                    | 32"40'66 | 23   |        |
| 23  | Jean-François Baldé  | Défi-Rotax               | 32"53'81 | 20   |        |
| 24  | Kevin Mitchell       | Yamaha                   | 32"54'06 | 36   |        |
| 25  | Massimo Matteoni     | Yamaha                   | 32"54'30 | 32   |        |
| 26  | Ivan Troisi          | Yamaha                   | 32"54'72 | 33   |        |
| 27  | Jochen Schmid        | Honda                    | 32"55'33 | 28   |        |
| 28  | Gary Cowan           | Yamaha                   | +1 ronde | 37   |        |

#### Niet gefinished
| Coureur          | Merk                    | Oorzaak | Grid |
| ---------------- | ----------------------- | ------- | ---- |
| Carlos Cardús    | Nieto-Ducados-HRC-Honda | Opgave  | 12   |
| Bruno Casanova   | FMI-Aprilia-Rotax       |         | 13   |
| Urs Lüzi         | Honda                   |         | 35   |
| Javier Cardelús  | Aprilia-Rotax           | Val     | 27   |
| Carlos Lavado    | HB-Venemotos-Yamaha     | Val     | 8    |
| Hans Lindner     | Honda                   |         | 29   |
| Siegfried Minich | Yamaha                  |         | 31   |
| Thomas Bacher    | Rotax                   |         | 22   |

#### Niet gestart
| Coureur        | Merk          | Oorzaak  | Grid |
| -------------- | ------------- | -------- | ---- |
| Loris Reggiani | Aprilia-Rotax | Blessure | 26   |

#### Niet gekwalificeerd
| Coureur      | Merk               |
| ------------ | ------------------ |
| Paolo Casoli | Pileri-AGV-Garelli |
| Alberto Puig | Honda              |

### Top tien tussenstand 250cc-klasse
| Pos | Coureur              | Merk                     | Ptn |
| --- | -------------------- | ------------------------ | --- |
| 1   | Sito Pons            | Campsa-HRC-Honda         | 99  |
| 2   | Juan Garriga         | Nieto-Ducados-Yamaha     | 98  |
| 3   | Jacques Cornu        | Parisienne-HRC-Honda     | 78  |
| 4   | Dominique Sarron     | Rothmans-HRC-Honda       | 68  |
| 5   | Reinhold Roth        | HB-HRC-Honda             | 65  |
| 6   | Luca Cadalora        | Agostini-Marlboro-Yamaha | 59  |
| 7   | Toni Mang            | Rothmans-HRC-Honda       | 57  |
| 8   | Jean-Philippe Ruggia | Gauloises-Sonauto-Yamaha | 51  |
| 8   | Masahiro Shimizu     | Terra-HRC-Honda          | 51  |
| 10  | Donnie McLeod        | 7Up-EMC-Rotax            | 30  |

## 125cc-klasse

### De training
De snelste tijd van Jorge Martínez, die tijdens de trainingen nog was aangereden door stalgenoot Julián Miralles, was geen verrassing, maar de tweede tijd van Hans Spaan was dat wel, temeer omdat hij zich nog voor Derbi-fabrieksrijder Manuel Herreros wist te plaatsen. Ook de Duitse privérijder Stefan Prein deed het goed met de vierde trainingstijd. 

#### Trainingstijden
| Pos | Coureur           | Merk                | Tijd    |
| --- | ----------------- | ------------------- | ------- |
| 1.  | Jorge Martínez    | Nieto-Ducados-Derbi | 1"32'67 |
| 2.  | Hans Spaan        | Samson-Sharp-Honda  | 1"33'42 |
| 3.  | Manuel Herreros   | Nieto-Ducados-Derbi | 1"33'91 |
| 4.  | Stefan Prein      | Honda               | 1"34'03 |
| 5.  | Ezio Gianola      | Honda               | 1"34'21 |
| 6.  | Gerhard Waibel    | Honda               | 1"34'23 |
| 7.  | Adi Stadler       | Honda               | 1"34'67 |
| 8.  | Hubert Abold      | Honda               | 1"34'69 |
| 9.  | Mike Leitner      | LCR-Rotax           | 1"34'69 |
| 10. | Gastone Grassetti | Honda               | 1"34'93 |

### De race
In de 125cc-race bleef het tot het einde spannend. Er ontstond een grote kopgroep met negen man, die enigszins uiteenviel toen Pier Paolo Bianchi ten val kwam, waardoor onder andere Hans Spaan veel tijd verloor. Jorge Martínez wist een kleine voorsprong op te bouwen op Esa Kytölä, Mandy Fischer en Mike Leitner. Uiteindelijk ging de strijd om de tweede plaats tussen Ezio Gianola en Stefan Prein, maar de achtervolgende groep was nog zo compact dat Hans Spaan met zijn zesde plaats nog maar anderhalve seconde achter Gianola eindigde. 

#### Uitslag 125cc-klasse
| Pos | Coureur             | Merk                | Tijd     | Grid | Punten |
| --- | ------------------- | ------------------- | -------- | ---- | ------ |
| 1   | Jorge Martínez      | Nieto-Ducados-Derbi | 35"03'59 | 1    | 20     |
| 2   | Ezio Gianola        | Honda               | 35"07'91 | 5    | 17     |
| 3   | Stefan Prein        | Honda               | 35"08'12 | 4    | 15     |
| 4   | Mandy Fischer       | Rotax               | 35"08'86 | 17   | 13     |
| 5   | Mike Leitner        | LCR-Rotax           | 35"09'08 | 9    | 11     |
| 6   | Hans Spaan          | Samson-Sharp-Honda  | 35"09'46 | 2    | 10     |
| 7   | Gerhard Waibel      | Honda               | 35"09'67 | 6    | 9      |
| 8   | Alfred Waibel       | Waibel-Honda        | 35"09'93 | 13   | 8      |
| 9   | Gastone Grassetti   | Honda               | 35"13'04 | 10   | 7      |
| 10  | Hubert Abold        | Honda               | 35"13'51 | 8    | 6      |
| 11  | Adi Stadler         | Honda               | 35"16'24 | 7    | 5      |
| 12  | Julián Miralles     | Nieto-Ducados-Honda | 35"16'54 | 18   | 4      |
| 13  | Thierry Feuz        | Ferac-Rotax         | 35"18'29 | 33   | 3      |
| 14  | Johnny Wickström    | Honda               | 35"34'64 | 21   | 2      |
| 15  | Robin Appleyard     | Honda               | 35"34'86 | 27   | 1      |
| 16  | Hisashi Unemoto     | Fukuda-Honda        | 35"35'55 | 29   |        |
| 17  | Heinz Lüthi         | Honda               | 35"39'49 | 28   |        |
| 18  | Allan Scott         | Honda               | 35"43'19 | 24   |        |
| 19  | Koji Takada         | Fukuda-Honda        | 35"43'63 | 31   |        |
| 20  | Jörg Seel           | Seel                | 35"52'61 | 19   |        |
| 21  | Jean-Claude Selini  | Honda               | 36"05'49 | 15   |        |
| 22  | Robin Milton        | Honda               | 36"05'84 | 32   |        |
| 23  | Jussi Hautaniemi    | Honda               | 36"20'39 | 35   |        |
| 24  | Krysztof Galatowicz | Honda               | 36"20'75 | 34   |        |
| 25  | Bady Hassaine       | Honda               | 36"20'98 | 36   |        |

#### Niet gefinished
| Coureur            | Merk                | Oorzaak | Grid |
| ------------------ | ------------------- | ------- | ---- |
| Pier Paolo Bianchi | Cagiva              | Val     | 20   |
| Manuel Herreros    | Nieto-Ducados-Derbi | Val     | 3    |
| Domenico Brigaglia | Gazzaniga-Rotax     |         | 14   |
| Ian McConnachie    | Cagiva              |         | 23   |
| Reinhard Strack    | Honda               |         | 37   |
| Stefan Dörflinger  | Marlboro-Honda      |         | 16   |
| Corrado Catalano   | Aprilia-Rotax       |         | 22   |
| Juan Ramon Bolart  | JJ Cobas-Rotax      |         | 30   |
| Esa Kytölä         | Honda               |         | 11   |
| Lucio Pietroniro   | Honda               |         | 12   |
| Norbert Peschke    | Rotax               |         | 26   |
| Andrés Sánchez     | Rotax               |         | 25   |

#### Niet gekwalificeerd
| Coureur           | Merk               |
| ----------------- | ------------------ |
| Jos van Dongen    | Honda              |
| Fausto Gresini    | Pileri-AGV-Garelli |
| Luis Miguel Reyes | Pileri-AGV-Garelli |

#### Niet deelgenomen
| Coureur          | Merk                | Oorzaak |
| ---------------- | ------------------- | ------- |
| Josef Fischer    | Noki-Rotax          |         |
| Àlex Crivillé    | Nieto-Ducados-Derbi |         |
| Manuel Hernández | Honda               |         |

### Top tien tussenstand 125cc-klasse
| Pos | Coureur           | Merk                | Ptn |
| --- | ----------------- | ------------------- | --- |
| 1   | Jorge Martínez    | Nieto-Ducados-Derbi | 60  |
| 2   | Ezio Gianola      | Honda               | 52  |
| 3   | Hans Spaan        | Samson-Sharp-Honda  | 42  |
| 4   | Gastone Grassetti | Honda               | 40  |
| 5   | Julián Miralles   | Nieto-Ducados-Honda | 39  |
| 6   | Manuel Herreros   | Nieto-Ducados-Derbi | 30  |
| 7   | Hisashi Unemoto   | Fukuda-Honda        | 26  |
| 8   | Adi Stadler       | Honda               | 24  |
| 8   | Gerhard Waibel    | Honda               | 24  |
| 10  | Stefan Prein      | Honda               | 23  |

## Zijspanklasse

### De training
Er stond al in de kwalificatie geen maat op Rolf Biland, die 2½ seconde sneller was dan Egbert Streuer. Streuer had veel moeten sleutelen en verschillende motorblokken geprobeerd, maar het reikte slechts tot de tweede startplaats. Bovendien voorzag Streuer al dat hij het extra vermogen van Biland's Krauser met sturen wel deels goed kon maken, maar dat dit te veel van zijn banden zou vergen. 

#### Trainingstijden
| Pos | Coureur          | Bakkenist          | Merk                    | Tijd    |
| --- | ---------------- | ------------------ | ----------------------- | ------- |
| 1.  | Rolf Biland      | Kurt Waltisperg    | LCR-Krauser             | 1"23'82 |
| 2.  | Egbert Streuer   | Bernard Schnieders | Lucky Strike-LCR-Yamaha | 1"26'22 |
| 3.  | Alfred Zurbrügg  | Martin Zurbrügg    | LCR-Yamaha              | 1"26'29 |
| 4.  | Steve Webster    | Tony Hewitt        | Silkolene-LCR-Krauser   | 1"26'30 |
| 5.  | Alain Michel     | Jean-Marc Fresc    | ELF-LCR-Krauser         | 1"27'18 |
| 6.  | Markus Egloff    | Urs Egloff         | BP-LCR-ADM              | 1"27'23 |
| 7.  | Rolf Steinhausen | Bruno Hiller       | Busch-ADM               | 1"27'74 |
| 8.  | Masato Kumano    | Markus Fährni      | LCR-Yamaha              | 1"27'74 |
| 9.  | Wolfgang Stropek | Hans-Peter Demling | LCR-Krauser             | 1"28'16 |
| 10. | Pascal Larratte  | Jacques Corbier    | LCR-Yamaha              | 1"28'70 |

### De race
Na de start namen Egbert Streuer en Bernard Schnieders even de leiding, die al snel werd overgenomen door Steve Webster/Tony Hewitt, met Rolf Biland/Kurt Waltisperg op de derde plaats. Streuer moest zich echter laten terugzakken vanwege een oververhitte koppeling. Hij belandde op de vijftiende plaats, maar toen de koppeling was afgekoeld vocht hij zich weer terug naar de vijfde plaats. Biland won uiteindelijk de race voor Alain Michel/Jean-Marc Fresc en Webster/Hewitt. 

#### Uitslag zijspanklasse
| Pos | Coureur          | Bakkenist          | Merk                    | Tijd     | Punten |
| --- | ---------------- | ------------------ | ----------------------- | -------- | ------ |
| 1   | Rolf Biland      | Kurt Waltisperg    | LCR-Krauser             | 32'11"52 | 20     |
| 2   | Alain Michel     | Jean-Marc Fresc    | ELF-LCR-Krauser         | +1"90    | 17     |
| 3   | Steve Webster    | Tony Hewitt        | Silkolene-LCR-Krauser   | +2"11    | 15     |
| 4   | Alfred Zurbrügg  | Martin Zurbrügg    | LCR-Yamaha              | +22"48   | 13     |
| 5   | Egbert Streuer   | Bernard Schnieders | Lucky Strike-LCR-Yamaha | +35"89   | 11     |
| 6   | Steve Abbott     | Shaun Smith        | Windle-Yamaha           | +38"96   | 10     |
| 7   | Pascal Larratte  | Jacques Corbier    | LCR-Yamaha              | +42"04   | 9      |
| 8   | Derek Jones      | Peter Brown        | LCR-Yamaha              | +42"98   | 8      |
| 9   | Bernd Scherer    | Thomas Schröder    | BSR-Krauser             | +58"54   | 7      |
| 10  | Barry Brindley   | Graham Rose        | LCR-Yamaha              | +59"04   | 6      |
| 11  | André Bosman     | David Kellett      | LCR-Yamaha              |          | 5      |
| 12  | Theo van Kempen  | Simon Birchall     | Lucky Strike-LCR-Yamaha |          | 4      |
| 13  | Wolfgang Stropek | Hans-Peter Demling | LCR-Krauser             |          | 3      |
| 14  | Gary Thomas      | Geral de Haas      | LCR-Krauser             |          | 2      |
| 15  | Dennis Bingham   | Gary Irlam         | LCR-Yamaha              |          | 1      |

#### Niet gefinished
| Coureur          | Bakkenist    | Merk       | Oorzaak     | Grid |
| ---------------- | ------------ | ---------- | ----------- | ---- |
| Markus Egloff    | Urs Egloff   | BP-LCR-ADM | Koelsysteem | 6    |
| Rolf Steinhausen | Bruno Hiller | Busch-ADM  |             | 7    |

### Top tien tussenstand zijspanklasse
| Pos | Coureur          | Bakkenist          | Merk                    | Ptn. |
| --- | ---------------- | ------------------ | ----------------------- | ---- |
| 1   | Rolf Biland      | Kurt Waltisperg    | LCR-Krauser             | 60   |
| 2   | Steve Webster    | Tony Hewitt        | Silkolene-LCR-Krauser   | 47   |
| 3   | Alfred Zurbrügg  | Martin Zurbrügg    | LCR-Yamaha              | 34   |
| 4   | Egbert Streuer   | Bernard Schnieders | Lucky Strike-LCR-Yamaha | 30   |
| 5   | Alain Michel     | Jean-Marc Fresc    | ELF-LCR-Krauser         | 28   |
| 6   | Steve Abbott     | Shaun Smith        | Windle-Yamaha           | 26   |
| 7   | Barry Brindley   | Graham Rose        | LCR-Yamaha              | 24   |
| 8   | Theo van Kempen  | Simon Birchall     | Lucky Strike-LCR-Yamaha | 22   |
| 8   | Bernd Scherer    | Thomas Schröder    | BSR-Krauser             | 22   |
| 10  | Wolfgang Stropek | Hans-Peter Demling | LCR-Krauser             | 20   |

## Trivia

### Wel of niet fit?
Twee coureurs waarvan nog lang niet verwacht werd dat ze weer fit zouden zijn verschenen in Oostenrijk bij de trainingen. Loris Reggiani, die op zijn machine moest worden getild, trainde de 26e tijd maar mocht van dr. Costa niet starten. Carlos Cardús trainde ook, reed de 12e tijd maar stopte al na één ronde. Dat was jammer voor Alberto Puig, die van Ángel Nieto op de fabrieks-Honda NSR 250 van Cardús had mogen rijden, maar die machine nu moest inleveren. 
1927 · 1928 · 1929 · 1930 · 1947 · 1948 · 1950 · 1951 · 1952 · 1953 · 1954 · 1955 · 1956 · 1957 · 1958 · 1959 · 1960 · 1961 · 1962 · 1963 · 1964 · 1965 · 1966 · 1967 · 1968 · 1969 · 1970 · 1971 · 1972 · 1973 · 1974 · 1975 · 1976 · 1977 · 1978 · 1979 · 1981 · 1982 · 1983 · 1984 · 1985 · 1986 · 1987 · 1988 · 1989 · 1990 · 1991 · 1993 · 1994 · 1996 · 1997 · 2016 · 2017 · 2018 · 2019 · 2020 · 2021 · 2022 · 2023 · 2024 · 2025